# Championnat de France de rugby à XIII 2017-2018
Navigation
Édition précédente Édition suivante
Le Championnat de France de rugby à XIII 2017-18 ou Élite 1 2017-2018 est la 80e édition de la plus importante compétition de rugby à XIII en France. Le calendrier de la compétition s'étend du 2 décembre 2017 au 1er juillet 2018.
Organisé sous l'égide de la Fédération française de rugby à XIII, le championnat est composé de dix équipes participantes avec les mêmes équipes participantes que la saison précédente. Le championnat se décompose en deux phases. Une première phase où les équipes se rencontrent lors d'une phase de saison régulière où s'affrontent sur deux rencontres chacune des équipes avec en plus la mise en place d'une journée supplémentaires appelée « Magic Week-End » lors de la dix-huitième journée, déterminant les clubs participant à la phase finale, puis une seconde phase à élimination directe pour se ponctuer par une finale en match unique le 1er juillet 2018. Cette édition débute plus tardivement que les années précédentes pour permettre la tenue de rencontres et tournois de rugby à IX avant la saison. Enfin pour les équipes participantes, le championnat est entrecoupé par la Coupe de France.
Par ailleurs, deux clubs français sont représentés par leur équipes réserves dans ce championnat, le Saint-Estève XIII Catalan pour les Dragons Catalans qui évoluent en Super League, et le Toulouse olympique élite pour le Toulouse olympique XIII qui évoluent en Championship.
Le Saint-Estève XIII Catalan remporte la première phase et revêt le rôle de favori au titre, mais un imbroglio en demi-finale sur un point de règlement ajouté en cours de saison excluant la participation de joueurs catalan à cette rencontre disqualifie le club. C'est son adversaire, le S.O. Avignon, qui est finalement qualifié pour la finale et remporte celle-ci sur le score de 34-28 face au XIII Limouxin devant près de 3 600 spectateurs. Il s'agit du premier titre de l'histoire du S.O. Avignon.

## Liste des équipes en compétition
| \| Albi RL SO Avignon AS Carcassonne FC Lézignan XIII Limouxin Saint-Estève XIII catalan Toulouse olympique élite Villeneuve RL Palau XIII RC Saint-Gaudens \| Clubs évoluant dans le Championnat de France en 2017-2018. |
| Albi RL SO Avignon AS Carcassonne FC Lézignan XIII Limouxin Saint-Estève XIII catalan Toulouse olympique élite Villeneuve RL Palau XIII RC Saint-Gaudens                                                                  |

Les dix mêmes équipes participent cette saison au championnat de France de première division. Huit équipes sont localisées en région Occitanie, les deux autres étant situées à moins de 20 kilomètres de ses frontières.
Il n'y a plus de match nul depuis la saison 2016-2017 puisqu'en cas d'égalité à la fin d'un match, une prolongation au point en or est disputée.
Le Championnat subit cette saison-là une profonde restructuration dans ses divisions inférieures, toutefois la première division maintient sa formule, à savoir la présence de dix clubs avec matchs aller-retour et la mise en place d'une journée supplémentaires appelée « Magic Week-End » lors de la dix-huitième journée. Toutefois, le calendrier est lui redéfini puisque le Championnat débute en janvier 2018 pour se clore fin juin-début juillet 2018. Ce changement a, selon la Fédération, pour objectif de tendre vers le professionnalisme des clubs engagés. Ce calendrier est précédé de trois mois de préparation pour les clubs avec la pratique de rugby à IX autour de rencontres et tournois, ceci en concordance avec l'organisation de la Coupe du monde de rugby à IX par la Fédération internationale.
| Club                      | Dernière montée | Budget 2017-18 | Classement en 2017 | Entraîneur(s)                     | Stade                | Capacité |
| ------------------------- | --------------- | -------------- | ------------------ | --------------------------------- | -------------------- | -------- |
| Albi R.L.                 | 2015            | 450 000 €      | Barragiste         | Éric Anselme                      | Stade Mazicou        | +1 500,  |
| S.O. Avignon              | 2008            | 550 000 €      | Barragiste         | Renaud Guigue Christophe Desserre | Parc des Sports      | +17 518, |
| A.S. Carcassonne          | 2000            | 650 000 €      | Demi-finaliste     | Patrick Albérola                  | Stade Albert-Domec   | +12 000, |
| F.C. Lézignan             | 1990            | 500 000 €      | Finaliste          | Jamal Fakir                       | Stade du Moulin      | +5 000,  |
| XIII Limouxin             | 1962            | 450 000 €      | Champion           | Maxime Grésèque                   | Stade de l'Aiguille  | +3 500,  |
| Palau XIII                | 2013            | ? €            | 9e                 | Olivier Élima                     | Stade Georges Vaills | -        |
| Saint-Estève XIII Catalan | 2000            | 850 000 €      | Demi-finaliste     | Thomas Bosc Benoît Albert         | Stade municipal      | +03 500, |
| R.C. Saint-Gaudens        | 2016            | 300 000 €      | 7e                 | Gilles Dumas                      | Stade Jules-Ribet    | +04 000, |
| Toulouse olympique élite  | 2015            | ? €            | 10e                | Julien Gérin                      | Stade Struxiano      | +02 000, |
| Villeneuve R.L.           | 1934            | 405 000 €      | 8e                 | David Ellis → Laurent Carrasco    | Stade Max-Rousié     | +05 000, |

## Format
Le calendrier est composé de deux phases :

### Première phase: saison régulière
Chaque équipe rencontre toutes les autres en matchs aller-retour. Ainsi, à l'issue de la saison régulière, chaque équipe a disputé dix-neuf matchs dont trois face à l'équipe affrontée lors du Magic Weekend.

### Deuxième phase: éliminatoires
À l'issue de la saison régulière, les six premiers de la saison régulière se qualifient pour la phase à élimination directe. Troisième et sixième d'une part et quatrième et cinquième d'autre part s'affrontent en barrage. Les gagnants de ces rencontres, disputées sur un match sec, rejoignent le vainqueur de la phase régulière et son dauphin en demi-finale. La vainqueur de la finale qui suit est sacré champion de France de rugby à XIII et reçoit à cet égard le bouclier Max-Rousié.

## Déroulement de la compétition

### Classement de la première phase
| Rang | Club                      | J  | V  | N | D  | Bo | Bd | Pm  | Pe  | Diff | Pts |
| ---- | ------------------------- | -- | -- | - | -- | -- | -- | --- | --- | ---- | --- |
| 1    | Saint-Estève-XIII Catalan | 19 | 15 | 0 | 4  | 0  | 4  | 674 | 270 | +404 | 49  |
| 2    | XIII Limouxin             | 19 | 14 | 0 | 5  | 0  | 3  | 565 | 369 | +196 | 45  |
| 3    | F.C. Lézignan             | 19 | 11 | 0 | 8  | 0  | 7  | 509 | 424 | +85  | 40  |
| 4    | S.O. Avignon              | 19 | 11 | 0 | 8  | 0  | 5  | 540 | 417 | +123 | 38  |
| 5    | A.S. Carcassonne          | 19 | 10 | 0 | 9  | 0  | 5  | 416 | 408 | +8   | 35  |
| 6    | Albi R.L.                 | 19 | 8  | 0 | 11 | 0  | 9  | 485 | 402 | +83  | 33  |
| 7    | R.C. Saint-Gaudens        | 19 | 7  | 0 | 12 | 0  | 8  | 354 | 509 | -155 | 29  |
| 8    | Palau XIII                | 19 | 7  | 0 | 12 | 0  | 6  | 422 | 603 | -181 | 27  |
| 9    | Villeneuve R.L.           | 19 | 7  | 0 | 12 | 0  | 3  | 354 | 574 | -220 | 24  |
| 10   | Toulouse olympique élite  | 19 | 5  | 0 | 14 | 0  | 5  | 370 | 713 | -343 | 20  |

|  | Qualifiés pour les demi-finales                      |
|  | Qualifiés pour les barrages d'accès aux demi-finales |

Attribution des points : victoire : 3, défaite par 12 points d'écart ou moins : 1 (point bonus), défaite par plus de 12 points d'écart : 0.
En cas d'égalité du nombre de points de classement, c'est la différence de points particulière qui s'obtient en soustrayant du cumul des points des scores marqués par l'équipe, le cumul des points des scores qu'elle a 
encaissés contre l'équipe avec laquelle elle se trouve à égalité dans la compétition.

#### Tableau synthétique des résultats
L'équipe qui reçoit est indiquée dans la colonne de gauche.
| Clubs                     | ALB   | AVI   | CAR   | LÉZ   | LIM   | PAL   | STE   | STG   | TOU   | VIL   |
| ------------------------- | ----- | ----- | ----- | ----- | ----- | ----- | ----- | ----- | ----- | ----- |
| Albi                      |       | 29-10 | 24-37 | 24-25 | 16-24 | 22-28 | 24-14 | 22-16 | 28-4  | 36-12 |
| Avignon                   | 38-36 |       | 28-20 | 40-18 | 58-14 | 36-32 | 30-34 | 32-22 | 64-6  | 24-4  |
| Carcassonne               | 10-34 | 12-27 |       | 16-14 | 6-10  | 30-22 | 17-4  | 28-6  | 48-22 | 29-6  |
| Lézignan                  | 18-30 | 22-25 | 31-6  |       | 15-20 | 30-24 | 28-24 | 14-13 | 68-16 | 52-6  |
| Limoux                    | 22-18 | 32-16 | 30-0  | 16-26 |       | 40-18 | 16-28 | 58-6  | 42-28 | 37-12 |
| Palau-del-Vidre           | 10-42 | 12-42 | 30-26 | 22-48 | 34-42 |       | 8-28  | 16-15 | 35-34 | 32-18 |
| Saint-Estève XIII catalan | 30-16 | 26-16 | 40-6  | 54-6  | 22-8  | 66-10 |       | 54-12 | 28-14 | 70-4  |
| Saint-Gaudens             | 12-8  | 16-10 | 25-24 | 30-32 | 14-32 | 14-15 | 10-34 |       | 26-18 | 18-24 |
| Toulouse élite            | 38-35 | 17-10 | 12-42 | 20-16 | 12-60 | 20-15 | 8-62  | 36-40 |       | 10-40 |
| Villeneuve-sur-Lot        | 26-22 | 31-20 | 24-30 | 18-16 | 10-42 | 6-24  | 23-22 | 26-27 | 28-23 |       |

|  | Victoire à domicile |  | Match nul |  | Défaite à domicile |

#### Détails des résultats
Les points marqués par chaque équipe sont inscrits dans les colonnes centrales. Les points de bonus sont symbolisés par une bordure orange (défaite par moins de douze points d'écart).
Au cours de la saison régulière, la Fédération a organisé un « Magic Week-end » sur terrain neutre entre les quatorzième et quinzième journées les 21 et 22 avril 2018. Les vainqueurs de ces rencontres remportent quatre points (contre trois dans un match de la saison régulière)
Magic Week-end
samedi 21 et dimanche 22 mars 2018 à Carcassonne
| Saint-Gaudens          | 32 | 26 | Villeneuve-sur-Lot |
| Limoux                 | 20 | 30 | Lézignan           |
| Albi                   | 19 | 30 | Carcassonne        |
| St-Estève XIII Catalan | 34 | 14 | Avignon            |
| Palau-del-Vidre        | 26 | 32 | Toulouse Elite     |

### Phase finale
|  | Quarts-de-finale 16 et 17 juin 2018 | Quarts-de-finale 16 et 17 juin 2018 |                  |    | Demi-finales 23 et 24 juin 2018 | Demi-finales 23 et 24 juin 2018 |  |  | Finale 1er juillet 2018   | Finale 1er juillet 2018 |
|  | Quarts-de-finale 16 et 17 juin 2018 | Quarts-de-finale 16 et 17 juin 2018 |                  |    | Demi-finales 23 et 24 juin 2018 | Demi-finales 23 et 24 juin 2018 |  |  | Finale 1er juillet 2018   | Finale 1er juillet 2018 |
|  |                                     |                                     |                  |    |                                 |                                 |  |  |                           |                         |
|  |                                     |                                     |                  |    |                                 |                                 |  |  | Stadium municipal, à Albi |                         |
|  |                                     |                                     |                  |    |                                 |                                 |  |  |                           |                         |
|  | Saint-Estève XIII Catalan           | 23                                  |                  |    |                                 |                                 |  |  |                           |                         |
|  | Saint-Estève XIII Catalan           | 23                                  | SO.O. Avignon    | 18 |                                 |                                 |  |  |                           |                         |
|  | S.O. Avignon                        | 16                                  | SO.O. Avignon    | 18 |                                 |                                 |  |  |                           |                         |
|  | S.O. Avignon                        | 16                                  | A.S. Carcassonne | 16 |                                 |                                 |  |  |                           |                         |
|  |                                     |                                     | A.S. Carcassonne | 16 | S.O. Avignon                    | 34                              |  |  |                           |                         |
|  |                                     |                                     |                  |    | S.O. Avignon                    | 34                              |  |  |                           |                         |
|  |                                     | XIII Limouxin                       | 28               |    |                                 |                                 |  |  |                           |                         |
|  | F.C. Lézignan                       | XIII Limouxin                       | 28               | 28 |                                 |                                 |  |  |                           |                         |
|  | F.C. Lézignan                       | XIII Limouxin                       | 30               | 28 |                                 |                                 |  |  |                           |                         |
|  | Albi R.L.                           | XIII Limouxin                       | 30               | 24 |                                 |                                 |  |  |                           |                         |
|  | Albi R.L.                           | F.C. Lézignan                       | 10               | 24 |                                 |                                 |  |  |                           |                         |
|  |                                     | F.C. Lézignan                       | 10               |    |                                 |                                 |  |  |                           |                         |

### Finale[6]
(mt : 14 - 20)
Homme du match : 
Points marqués :
- Avignon: 7 essais de Diamond (9e, 33e), Tanginoa (27e), Pourret (49e), Melhout (52e), Andreu (61e), Ghanem (77e); 3 transformations de Arnaud (9e, 49e, 61e)
- Limoux: 4 essais de Garrouste (4e, 69e), Rouch (14e), Puso (17e); 3 transformations de Murcia (14e, 17e, 69e), 3 pénalités de Murcia (31e, 35e, 43e); 1 carton jaune de Yésa (33e)

Évolution du score : 
Arbitre : Mohamed Drizza & Cyril Vergnes
Spectateurs : 3 600
Composition des équipes :
- Avignon: Keehan Diamond - Mike Melhout, Olivier Arnaud (c), Saia Tanginoa, Sofiane Ghanem - Joris Bissière, Rémi Andreu - Charles Nies, Renaud Ganz, Clément Durandal, Joris Clément, Romain Pourret, Vincent Comtat - Lucas Emblard, Alexis Corona, Fabien Jullien, Manuel Romano - Entraîneur : Renaud Guigue
- Limoux: Thomas Lasvenes - Romain Puso, Mathieu Mayans, Quentin Garrouste, Paulos Latu - Allan Torreilles, Mickaël Murcia - Daymeric Pelo, Sylvain Teixido, Maxime Herold (c), Maxime Péault, Joel Edwards, Mickaël Rouch - Valentin Yésa, Romain Péault, Florian Bousquet, Arthur Gonzalez-Trique - Entraîneur : Maxime Grésèque

## Bilan du Championnat

### Joueurs en évidence

#### Meilleurs marqueurs d'essais
| Rang | Joueur                    | Équipe                    | Essais |
| ---- | ------------------------- | ------------------------- | ------ |
| 1    | Vincent Albert            | Carcassonne               | 17     |
| 2    | Thomas Ambert             | Saint-Estève XIII Catalan | 16     |
| 3    | Bernard Gregorius         | Lézignan                  | 15     |
| 4    | Jordan Flovie             | Saint-Estève XIII Catalan | 14     |
| 5    | Clément Soubeyras         | Carcassonne               | 13     |
| 6    | Alexandre Doutres         | Palau-del-Vidre           | 12     |
| -    | Sofiane Ghanem            | Avignon                   | 12     |
| -    | François Thérésin         | Palau-del-Vidre           | 12     |
| 9    | Tualima Transvaal Tualima | Lézignan                  | 11     |
| 10   | Olivier Arnaud            | Avignon                   | 10     |
| -    | Louis Gauban              | Villeneuve-sur-Lot        | 10     |
| -    | Thomas Lasvenes           | Limoux                    | 10     |
| -    | Paulos Latu               | Limoux                    | 10     |
| -    | William Ousty             | Albi                      | 10     |
| -    | Romain Pourret            | Avignon                   | 12     |
| -    | Lasarusa Tabu             | Albi                      | 10     |
| -    | Saia Tanginoa             | Avignon                   | 12     |

#### Meilleurs scoreurs
| Rang | Joueur            | Équipe                    | Points | Essais | Transf. | Pén. | Drops |
| ---- | ----------------- | ------------------------- | ------ | ------ | ------- | ---- | ----- |
| 1    | Olivier Arnaud    | Avignon                   | 190    | 10     | 63      | 10   | 4     |
| 2    | Joan Guasch       | Saint-Estève XIII Catalan | 150    | 3      | 64      | 5    | 0     |
| 3    | Maxime Benausse   | Lézignan                  | 147    | 1      | 62      | 9    | 1     |
| 4    | Thomas Lasvenes   | Limoux                    | 146    | 10     | 43      | 10   | 0     |
| 5    | Bruno Castany     | Albi                      | 111    | 1      | 38      | 15   | 1     |
| 6    | Vincent Albert    | Carcassonne               | 100    | 17     | 14      | 2    | 0     |
| -    | Justin Bouscayrol | Toulouse élite            | 100    | 8      | 29      | 5    | 0     |
| -    | Rémy Marginet     | Palau-del-Vidre           | 100    | 6      | 29      | 8    | 2     |
| 9    | Thomas Lucas      | Saint-Gaudens             | 96     | 5      | 28      | 10   | 0     |

## Événements de la saison

### Imbroglio autour de la demi-finale Saint-Estève XIII Catalan - Avignon
La demi-finale opposant Saint-Estève XIII Catalan et Avignon débouche sur un imbroglio. En effet, Saint-Estève XIII Catalan s'impose 23-16 et se qualifie pour la finale du Championnat, Avignon saisit la commission discipline fédérale en raison de la participation côté catalan de Thibault Margalet et de Lucas Albert à cette demi-finale alors que ces deux joueurs, intégrés à l'équipe des Dragons Catalans disputant la Super League, n'ont pas pris part à un minimum de sept rencontres avec Saint-Estève XIII Catalan cette saison. Le 26 juin 2018, la commission donne raison à Avignon et annule le résultat qualifiant ce dernier à la finale contre Limoux.
Saint-Estève XIII Catalan fait appel de la décision stipulant que ce point de règlement, l'article 288, a été rajouté au cours de la saison et ne peut donc s'appliquer, il argumente un vice de forme du règlement. Le 10 août 2018, l'appel est jugé recevable et valide le résultat de la demi-finale favorable aux Catalans, permettant à ces derniers de saisir le CNOSF pour refaire rejouer la finale.
« 
Article 288 –
Toute équipe a l’obligation de fournir une liste de 20 équipiers premiers.
Tout équipier premier peut jouer avec sa réserve  
Le nombre d’équipiers premiers est limité à 5 joueurs Français et 2 étrangers dans sa réserve  
Pour effectuer les phases finales avec la réserve, un équipier premier devra avoir participé à 50% de la phase régulière de cette division.  
Pour pouvoir jouer en Coupe de France avec sa réserve, les joueurs devront avoir effectué 50% des matches avant le tour de coupe concerné.
 »
— Fédération Française de Rugby à XIII - Saison 2017-2018, Réglements Généraux - Saison 2017/2018
Toutefois, le 4 septembre 2018, Saint-Estève XIII Catalan annonce par communiqué ne pas poursuivre la procédure de retrait du titre d'Avignon préférant, par la voix de son président Gérard Caillis, « faire passer l'intérêt du rugby à XIII avant le club, et de ne pas céder à l'amertume qu'a laissé la disqualification injustement infligée ».

## Médias
Les rencontres sont commentées en direct sur radio Marseillette. Quelques matchs sont diffusés via internet comme Carcassonne-Limoux le 7 janvier 2018.